# Enrico Alberto d'Albertis
Enrico Alberto d'Albertis (Voltri, 23 marzo 1846 – Genova, 3 marzo 1932) è stato un navigatore, scrittore, etnologo e filantropo italiano.
Il suo spirito avventuroso lo portò a legare la sua vita al mare e ai viaggi e a farne un modello di cultura scientifica: sviluppata specialmente sulla base dei suoi viaggi transoceanici verso rotte esotiche e, al tempo in cui visse, assai poco conosciute. Fu tra i fondatori del primo Yacht club d'Italia (nel 1879); a bordo del Violante e del Corsaro, i suoi due cutter, viaggiò nel Mediterraneo e nell'Oceano Atlantico, seguendo la rotta intrapresa, quattrocento anni prima, da Colombo.
Raggiunse San Salvador nel 1893, utilizzando strumenti nautici da lui stesso ricostruiti prendendo a modello quelli in uso ai tempi del grande navigatore genovese. Il suo nome è legato ad un castello, il Castello d'Albertis, oggi sede del Museo delle Culture del Mondo. Anche suo cugino Luigi Maria d'Albertis, membro della spedizione garibaldina dei Mille, fu esploratore, botanico e naturalista.

## Biografia
Nacque a Voltri nel 1846, ultimo dei tre figli di Violantina Giusti e di Filippo proprietario di manifatture tessili, e dopo aver frequentato il collegio di Moncalieri (Torino) si iscrisse a quello della Marina di Genova, dal quale sortì nel 1866 come guardiamarina. Nello stesso anno partecipava alla battaglia di Lissa; in seguito s'imbarcò sulle corazzate Ancona e Formidabile.
Nel 1870 decise di lasciare per sempre, raggiunto il grado di guardiamarina di prima classe, la marina militare,  per entrare a far parte della marina mercantile.

L'anno seguente, al comando dell'Emilia, condusse il primo convoglio italiano attraverso il canale di Suez.
Il capitano d'Albertis compì tre volte il giro del mondo ed una volta il periplo dell'Africa, utilizzando i più svariati mezzi di trasporto, dalla nave al cavallo, dal treno al cammello, dalle barche a vela agli idrovolanti.

Costruì centotré meridiane in tutto il mondo, scattò migliaia di fotografie, raccolse armi, cannoni ed alabarde.
Nel 1886 acquistò le rovine del bastione medioevale di Montegalletto (o Monte Galletto), una delle maggiori alture di Genova, e vi fece edificare sopra un proprio castello in stile medievale, inglobandovi i resti del bastione, per preservarne le strutture residue. Alla fine, il castello - dapprima conosciuto come Castello di Monte Galletto, oggi Castello d'Albertis - risulterà una curiosa quanto suggestiva mistura di più stili architettonici, ricca di un inusuale fascino. Donato alla sua morte alla municipalità di Genova, è ora sede del Museo delle Culture del Mondo.
Un libro - La sfida della conoscenza - Alberto I di Monaco e Enrico A. d'Albertis (Effemme Edizioni, 2003) - raccoglie un'antologia di racconti tratti dai libri di due navigatori che contribuirono con i loro viaggi per mare al progresso delle conoscenze oceanografiche.
I brani della raccolta provengono da La carriera di un navigatore, del Principe Alberto I di Monaco - ideatore del Museo oceanografico del principato di Monaco - nella traduzione del 1909 ad opera di Matilde Serao, e da La crociera del Corsaro alle Isole Madera e Canarie, del capitano d'Albertis.

(Nell'immagine: Castello d'Albertis - il Capitano in un pannello con due antichi dagherrotipi)
Spinto dalla propria indole avventurosa, cedette le proprie quote dell'azienda di famiglia e dal 1874 fino al 1880 d'Albertis si dedicò quasi ininterrottamente alla navigazione da diporto percorrendo in lungo e in largo il Mar Mediterraneo a bordo dello yacht Violante. Nel 1879, Augusto Vittorio Vecchi, meglio noto come Jack la Bolina, il conte Ponza di San Martino, il marchese Doria, il marchese Imperiale e pochi altri fondò il Regio Yacht Club Italiano.
Il guidone del "Violante", una stella bianca in campo azzurro, è stato per anni l'emblema del Club. In questo periodo ebbe luogo anche il primo dei suoi tre viaggi intorno al mondo.
Dal 1882 si dedicò a crociere più impegnative, per le quali utilizzò un'imbarcazione più grande, il Corsaro, che lo portò fino a El Salvador. Per la traversata usò copie, da lui stesso ricostruite, degli strumenti di navigazione in uso nel XV secolo: vale a dire il quadrante, l'astrolabio nautico, la balestriglia. Dopo il successo dell'impresa, che gli valse la nomina a capitano di corvetta della riserva, tra il 1895 ed il 1896 fece il suo secondo viaggio intorno al mondo. Negli anni successivi visitò l'Italia e altre zone dell'Europa.
Nell'anno 1900 avvia il periodo SVEAFRICANO. Viaggia in Tripolitania, Algeria e Tunisia, e poi in Eritrea (1902), in Somalia (Benadir) (1905) e svariate volte anche in Egitto e Sudan. Fu in questo periodo che conobbe l'egittologo Schiapparelli e partecipò a scavi a Luxor, nella Valle delle Regine.
Nel 1906 visitò l'Africa orientale, Harrar, Uganda e il lago Vittoria mentre nel 1908 effettuò il periplo dell'Africa, arrivando fino a Johannesburg. Due anni dopo, nel 1910, compiva il suo terzo ed ultimo viaggio attorno al mondo.
Allo scoppio del primo conflitto mondiale collaborò volontariamente al servizio di pattugliamento del mar Tirreno, ottenendo la croce di guerra.
La residenza ufficiale del Capitano era sempre stata a Genova, nel Castello di Montegalletto, ma in effetti ci abitava ben poco. Quando non era in viaggio, o in Egitto a motivo di ritemprarsi dai reumatismi e dall'artrite, si rifugiava più volentieri nel suo eremo di Capo Noli: costruzione di legno a picco sul mare in stile coloniale simile ad una cabina di una nave; o andava nella torre del Campese, sull'isola del Giglio.
Fu amico di importanti personaggi del mondo scientifico e politico: Giacomo Doria, Arturo Issel, Leonardo Fea, Odoardo Beccari, Paolo Thaon di Revel, Umberto Cagni, Luigi Salvatore d'Asburgo-Lorena.
Durante tutta la sua vita, d'Albertis ha coltivato la passione per le meridiane.
Ne costruì 103, di cui undici nel solo castello genovese di Montegalletto. Moltissime si trovano disseminate in paesi di montagna, ove trascorreva molto tempo, perché anche l'alpinismo era una sua grande passione. 
Ne realizzò cinque in Puglia, di cui l'unica superstite è quella di Brindisi, realizzata nel 1917, posta sul muro a sud dell'edificio che ospita la Capitaneria di porto, il cui motto cita "SALVE A CHI ARRIVA SALVE A CHI RIPARTE FERREI CETACEI AQUILE DI GUERRA L'ORA VI DO CON VECCHIA SCIENZA ED ARTE”.
Altre sono in Egitto, in Libia, in Albania. La prima risale al 1875, l'ultima da lui costruita nel 1928, quando era ormai un ultraottantenne.
È scomparso a Montegalletto nel 1932, lasciando in dono al comune il suo maniero e tutte le collezioni ivi contenute; con il desiderio che fosse fatto un Museo, desiderio che si è realizzato con la ristrutturazione del castello come Museo delle Culture del Mondo.

## Marinaio e gentiluomo
La figura del capitano d'Albertis fu sicuramente quella di una persona originale, animata dal gusto per le sfide, della scoperta e dell'esplorazione. Nel 1872, quindi a soli ventisei anni di età percorse la distanza fra la sua città, Genova, e Torino servendosi di un velocipede in legno a ruote metalliche. Circa nello stesso periodo, percorse a piedi e a tempo di record il tragitto fra il capoluogo ligure e Nizza.
Il suo primo viaggio intorno al mondo - che avrebbe aperto una serie di memorabili circumnavigazioni specialmente nel mar Mediterraneo e lungo le coste di tutta Europa - lo compì nel 1877. La traversata che lo avrebbe reso celebre nel mondo dei navigatori la organizzò nel 1891, l'anno precedente il quattrocentenario della scoperta dell'America da parte di Cristoforo Colombo; d'Albertis si fece costruire appositamente uno yacht - il Corsaro - e con esso ripercorse quella che era stata la rotta di Colombo. In ventisette giorni di navigazione, servendosi della medesima strumentazione utilizzata dal suo grande predecessore, raggiunse le coste di San Salvador. Il salto dall'isola dei Caraibi a New York, per ricevere il saluto ufficiale delle autorità statunitensi, fu breve.

Alcune stanze del Castello d'Albertis, già dimora del capitano, sono state arredate secondo lo stile prettamente marinaro adottato sulle navi, battelli ed yacht con i quali usava compiere le sue traversate.

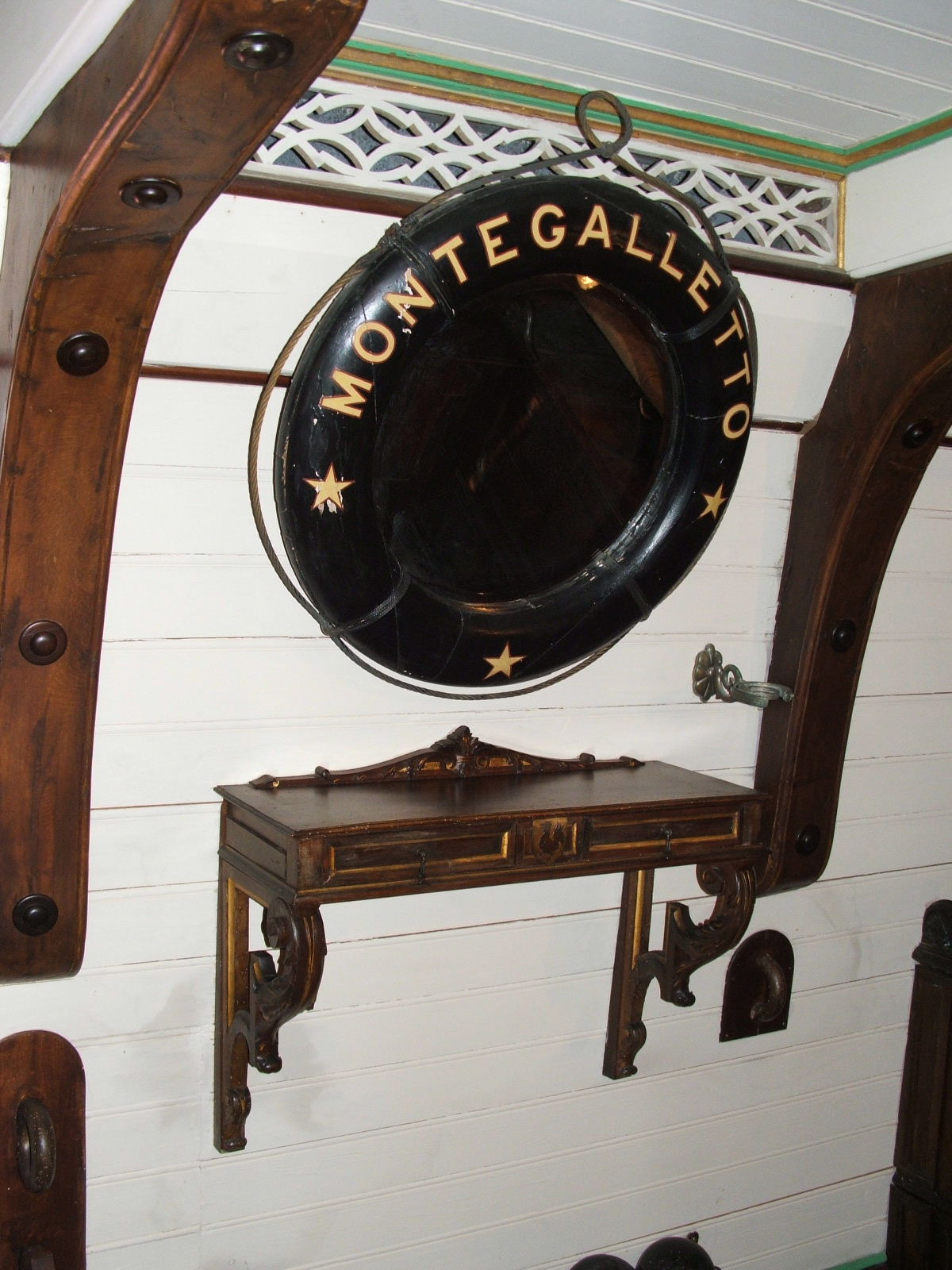
Specchio
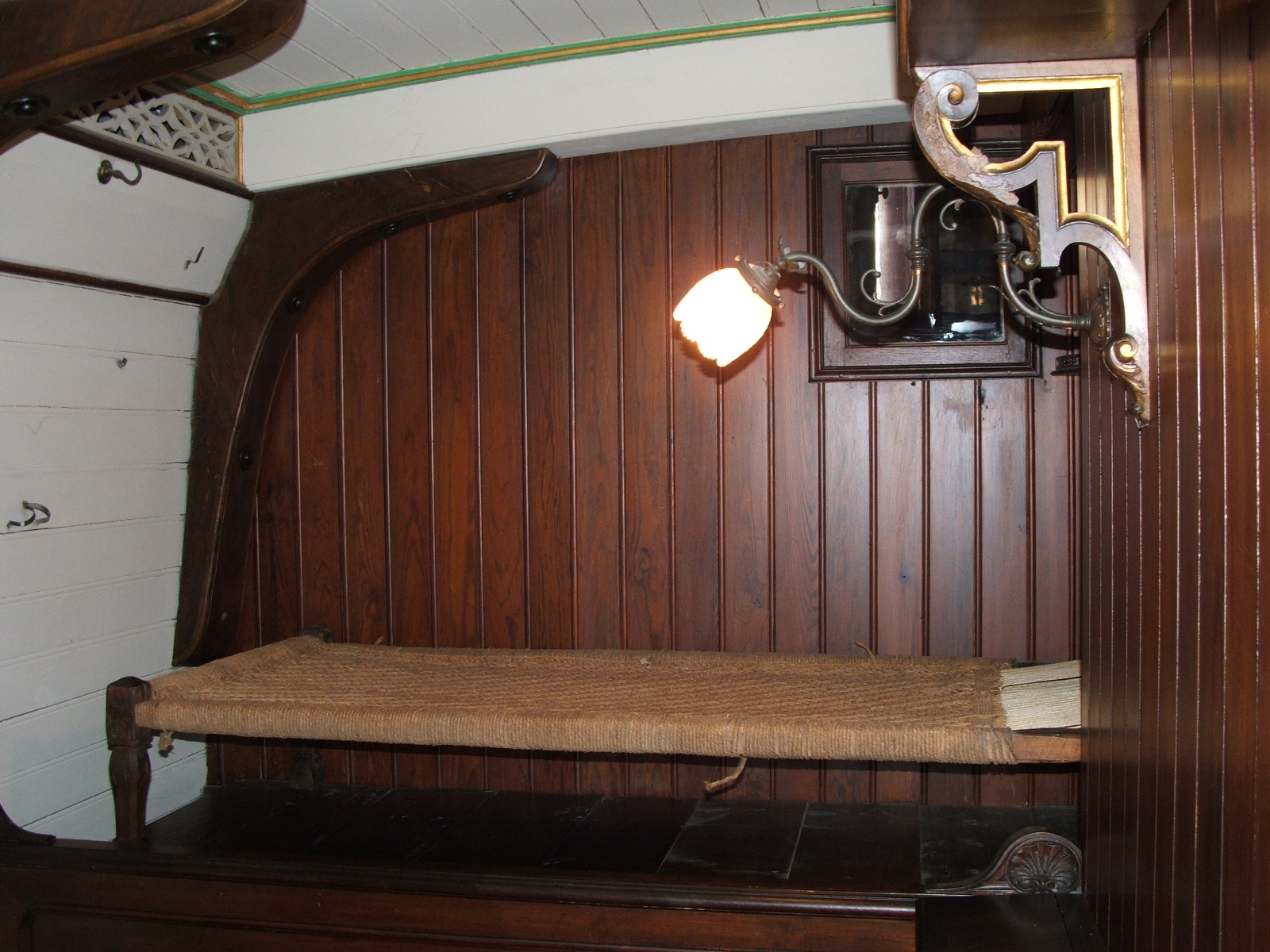
Cuccetta
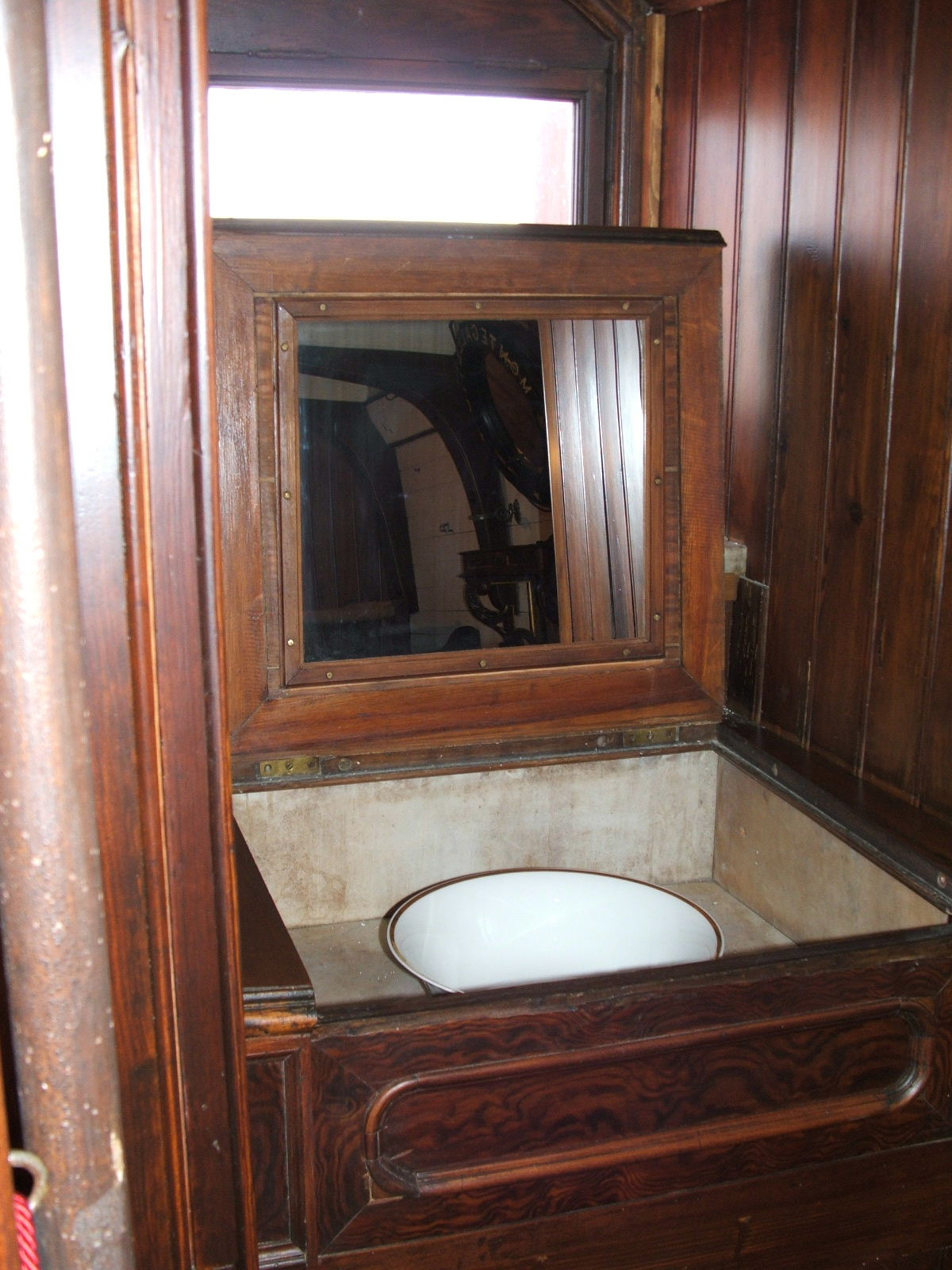
Lavabo

Il viaggio di ritorno nel vecchio continente non fu per d'Albertis altrettanto confortevole quanto era stato, tutto sommato, quello di andata, sebbene avvenisse su una delle quattro navi scuola dell'Accademia navale di Livorno che erano all'ancora nella baia di San Lorenzo. La nave su cui si trovava il capitano incappò infatti in una tempesta che provocò ondate alte una decina di metri mentre si trovava al largo dell'isola di Terranova e soltanto dopo alcuni giorni di navigazione riuscì a portarsi fuori dal fortunale.
Di ritorno nella sua città, d'Albertis iniziò poi a frequentare il gruppo di esploratori e naturalisti che si erano riuniti intorno al marchese Giacomo Doria; per parte sua cercò di rendersi utile alla ricerca eseguendo durante i viaggi analisi dei mari, dei pesci e delle piante in cui si imbatté. Esploratore, ma anche scienziato in patria, condusse campagne di scavo con Arturo Issel in alcune delle molte grotte di cui era ed è tuttora disseminata la Liguria.

### Quel taciturno navigatore in giacca di pelle di foca
Una suggestiva - e presumibilmente attendibile - descrizione del capitano Enrico Alberto d'Albertis, è quella fornita dall'ignoto cronista del Caffaro - uno dei giornali genovesi fra i più venduti a Genova a fine Ottocento - che ebbe il privilegio di visitare in anteprima la residenza del Castello d'Albertis, ed incontrare l'esploratore.

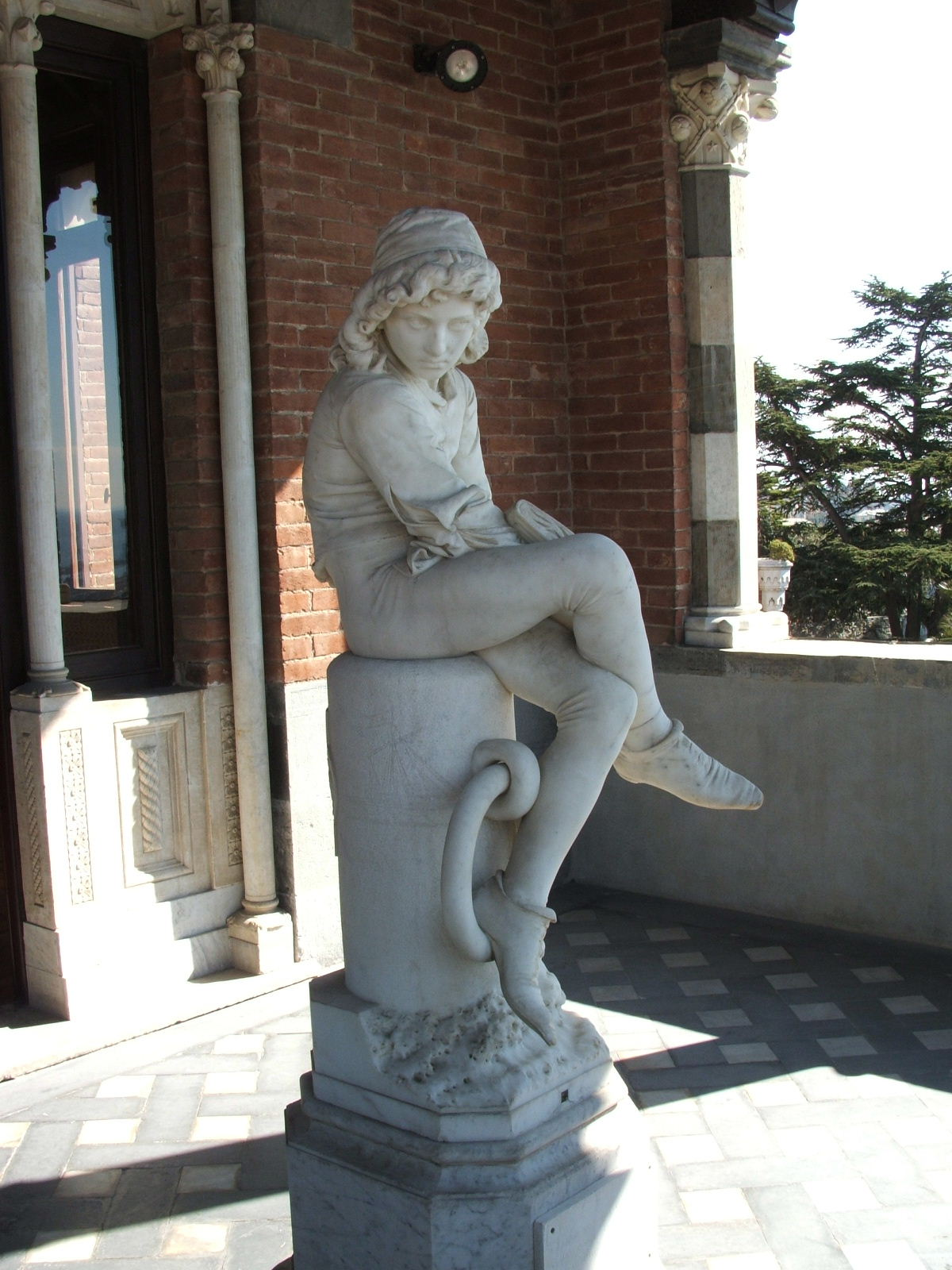
Statua di Cristoforo Colombo giovinetto, opera di Giulio Monteverde, al Castello d'Albertis

Così il cronista - autore anche di una vignetta che raffigura il capitano - rievoca l'incontro nel supplemento al Caffaro del 1º maggio 1892:
Era vestito in tal modo, d'una giacca di pelle di foca e con la berretta di lana, una giornata di neve in cui, abbattuto dal vento e assiderato dal freddo, mi ospitò a Monte Galletto [località in cui sorge tuttora il castello].

Grande, magro, la pelle abbronzata dalle lunghe crociere, la barba folta ed ispida, i capelli abbandonati in una simpatica noncuranza, folte le sopracciglia alla cui ombra brillano due intelligentissimi occhi.»
E aggiunge:

### Tenacior catenis ed esotiche "memorabilia"

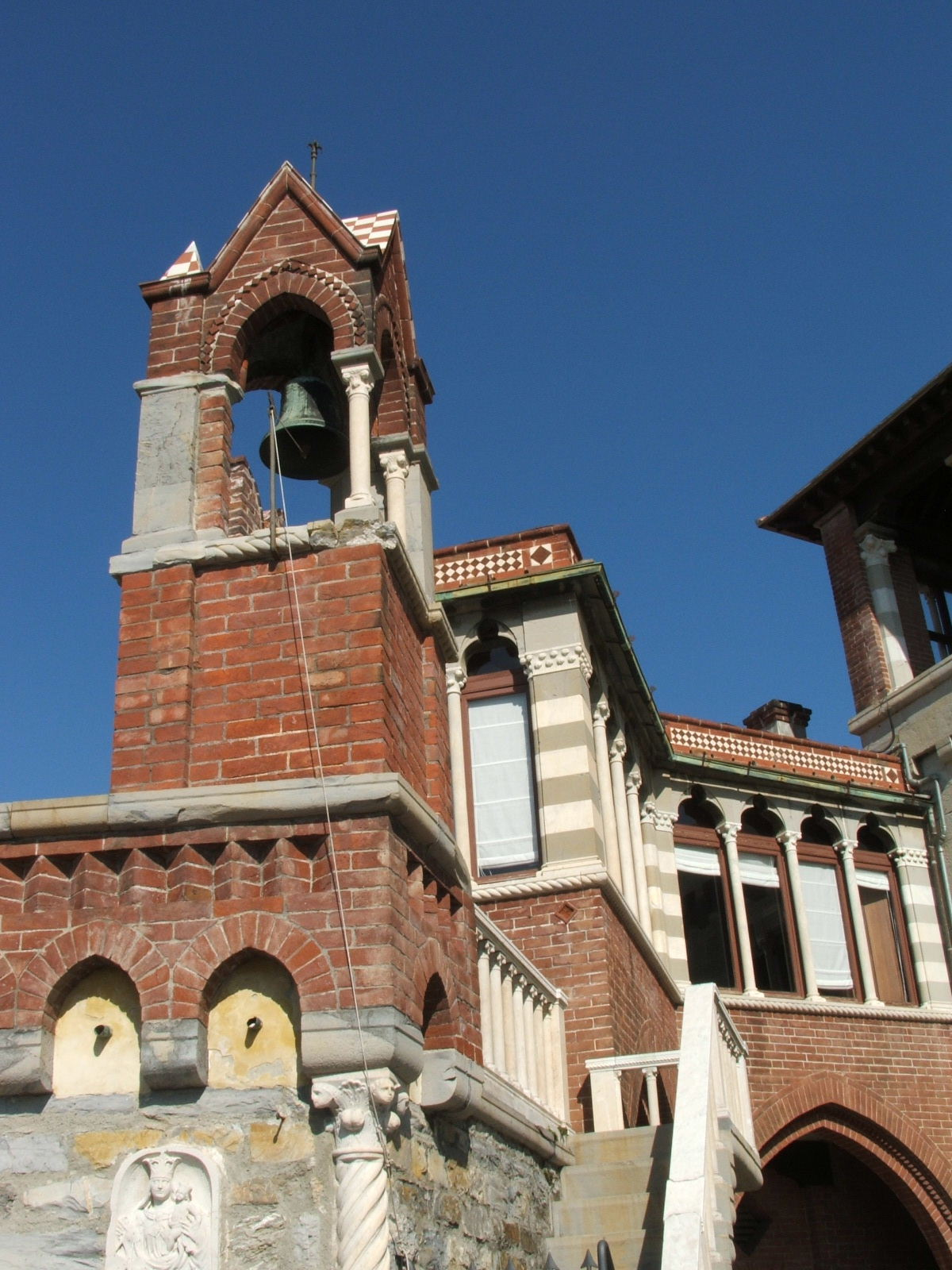
Castello d'Albertis - scorcio

D'Albertis nei suoi viaggi raccolse un'importantissima collezione di armi provenienti da Malaysia, Australia, Turchia, Americhe e Spagna: lance, frecce, balestre di ogni genere e dimensione, molti costumi ed un'infinità di utensili esotici, oggi collezionati nel Museo delle Culture del Mondo di Genova.
Anche in questo caso è d'aiuto l'anonimo cronista del Caffaro,  il quale ricorda che a incuriosirlo, durante una sua visita al castello d'Albertis, fossero stati in particolare una sirena essiccata ed un gong («specie di "tan-tan", che quando lo [si] mettesse in esercizio potrebbe far, neanche a dirsi, concorrenza al campanone della Torre [di guardia], anche dopo la tanto temuta rifusione»).
«L'arte bella, moderna e smagliante - aggiunge il cronista - è rappresentata [nella scultura] dal "[Cristoforo] Colombo Giovinetto" (vedi box sopra) di Giulio Monterverde e l'archeologia dalla corazza di Fabrizio del Carretto di Ithodio magistro.»
Tenacior catenis è il motto del capitano Enrico d'Albertis, che sulla sommità di Monte Galletto, in poco più di due anni, ha sollevato - continua la prosa del Caffaro - "quella compagine di torri, torricelle e logge, che artisticamente raggruppate compongono il suo castello medioevale.
Lo stemma dei d'Albertis è in campo azzurro con catene d'argento moventi dagli angoli dello scudo, unite al centro da un anello; nel quarto, in basso, una stella d'oro a cinque punte; l'impresa reca un leopardo nascente. Lo stemma sintetizza la tenacia, la forza, l'ardimento, il coraggio, e a meraviglia risponde al carattere del cavaliere per cui risplende".

## Opere
Numerose sono le opere lasciate dal capitano Enrico Alberto d'Albertis. Fra esse si segnalano qui:
- "Campagna dello yacht Corsaro in America", in Rivista Marittima, anno XXVI, fascicolo XII, supplemento, Roma 1893, pp. 5 – 29.
- "Come la navigazione da diporto possa validamente contribuire allo studio della Geografia fisica dei mari e dei laghi" in Atti I Cong. Geogr. It., (Genova 1892), Genova, 1894 vol. II, pp. 72–92.
- "Come si formarono le cascate dello Zambesi", Caffaro di Genova, 22 novembre 1908.
- Crociera del Corsaro a San Salvador, Milano, Treves, 1898; Torino, Paravia, 1920.
- Crociera del Corsaro alle Azzorre, Milano, Treves, 1888.
- Crociera del Corsaro alle isole Madeira e Canarie, Genova, R. Istituto Sordomuti, 1884; Torino, Paravia, 1912.
- Crociera del Violante comandato dal Capitano Armatore E. d'Albertis durante l'anno 1876, Genova R. Istituto Sordomuti, 1877.
- "Davanti alle grandi cascate dello Zambesi", Caffaro di Genova, 18 novembre 1908.
- "Della balestriglia e dell'istrumento astronomico adoperato dal pilota indiano Maleno Canà nel primo viaggio alle Indie fatto da Vasco de Gama nel 1497-1499", in Atti I Congr. Geogr. It. (Genova, 1892), Genova, 1894 vol. II, pp. 368–372.
- "Di fronte alle cascate Vittoria", Caffaro di Genova, 20 novembre 1908.
- "Il Niagara africano", Caffaro di Genova, 19 novembre 1908.
- In Africa Victoria Nyanza e Benadir, Bergamo, Istituto Arti Grafiche, 1906.
- "Intorno alle cascate dello Zambesi", Caffaro di Genova, 21 novembre 1908.
- "La bandiera italiana a San Salvador", Caffaro di Genova, 18 ottobre 1894.
- "La forza idraulica delle cascate dello Zambesi", Caffaro di Genova, 23 novembre 1908.
- "Le costruzioni navali e l'arte della navigazione ai tempi di Cristoforo Colombo", in Raccolta di documenti e studi, pubblicata dalla R. Commissione Colombiana per il IV centenario della scoperta dell'America", Roma, parte IV, vol. 1, 1893.
- "Lettere dall'altro emisfero" N. 16 puntate. Supplemento al Caffaro di Genova, 21 ottobre-15 novembre 1896.
- "Memoria storica sulle comunicazioni interoceaniche attraverso il grande istmo americano e breve cenno sui diversi canali progettati", in Giornale della Soc. delle letture e conversazioni scientifiche di Genova, Genova III, t. IX, pp. 8–51, Genova Tip. Sambolino, 1879.
- Periplo dell'Africa, Libreria Int. F.lli Treves, Genova, 1910.
- "Priorità dei Genovesi nella scoperta delle Azzorre", in Atti del Terzo Congresso Geografico Italiano, vol. II, Tipografia Ricci, Firenze 1899.
- "Sulla traccia del primo viaggio di Cristoforo Colombo verso l'America", in Boll. Soc. Geogr. It., Roma S. III, vol. VI (1893), pp. 741–751.
- Una crociera sul Nilo, Khartoum, Gondokoro, Torino, Paravia, 1904; Torino, Paravia, 1911.
- Una gita al Kordofan, Caffaro di Genova, 14-15 maggio 1912 (2 puntate).
- Una gita all'Harrar, Milano, Treves, 1906.
- Una gita alle rovine di Zimbabui, in "Boll. Soc. Geogr. It..", Roma s. IV, vol. IX (1908), pp. 1251–1283.
- "Una notte al Cabo Tormentoso", Caffaro di Genova, 30 settembre-12 ottobre 1908.
- "Una visione dell'Isola di Ascensione", Caffaro di Genova 3 dicembre 1908.
- "Una visita a Giuseppe Garibaldi. Reminiscenze", Ann. Del R. Yacht Club Italiano, 1911.
- "Una visita all'isola di Sant'Elena" (2 puntate), Caffaro di Genova, 24-25 agosto 1908.
- "Una visita alla gran diga di Assuan", Caffaro di Genova 31 marzo 1908.
- "Victoria Falls - Tre giorni alle grandiose cascate dello Zambesi", Caffaro di Genova, 16 novembre 1908.